# Lindsay Price
Pour les articles homonymes, voir Price.
Lindsay Price, née le 6 décembre 1976 à Arcadia, Californie, aux États-Unis est une actrice américaine. 
Elle est principalement connue à la télévision : Après des débuts dans les soap opera La Force du destin (1992-1993) et Amour, Gloire et Beauté (1995-1997), elle se fait connaître du grand public par son rôle de Janet Sosna dans la série télévisée culte Beverly Hills 90210 (1998-2000).

## Biographie

### Enfance et débuts précoces
Sa mère, Diane Price, est coréenne et son père, Bill Price, est demi allemand et irlandais. Elle a un grand frère, Bryan Price, qui fut acteur dans les années 1980. 
Dès son plus jeune âge, elle commence à tourner dans des publicités, notamment en chantant pour un spot commercial de la marque Toys “R” Us,.
Elle fait ses études au Collège des Arts et Métiers de Pasadena, en Californie,. 
En 1987, elle joue dans l'émission de télévision I'm Telling! avec son frère. Ils atteignent le second score le plus haut de l'histoire du jeu.  
Après quelques apparitions mineures dans divers shows télévisées, elle n'a que 12 ans lorsqu'elle joue dans la série Les Années coup de cœur.
Tout au long de son adolescence, la jeune actrice va alors apparaître, ponctuellement, dans de nombreuses séries installées comme Parker Lewis ne perd jamais, Corky, un adolescent pas comme les autres jusqu'au soap La Force du destin qui signe son premier rôle récurrent. Son interprétation lui vaut d'être proposée, à deux reprises, pour un Young Artist Awards, une cérémonie qui récompense les jeunes acteurs.

### Révélation télévisuelle
En 1995, elle décroche un rôle régulier dans un autre feuilleton télévisé américain populaire, Amour, Gloire et Beauté, une série dérivée du soap Les Feux de l'amour. Il est à ce jour le quatrième et dernier feuilleton américain le plus ancien toujours en production, après Hôpital central, Des jours et des vies et Les Feux de l'amour. Elle y incarne Michael Lai pendant plus de 50 épisodes. 
Finalement, elle se fait connaître du grand public en décrochant le rôle de Janet Sosna, à partir de la huitième saison de la série considérée comme culte, Beverly Hills 90210. Son personnage est lié à celui de Ian Ziering. L'actrice va alors apparaître dans plus de 70 épisodes jusqu’à l'arrêt de la série, en 2000.
Désormais plus populaire, dès 2001, elle obtient un rôle régulier dans la seconde saison de la série tragi-comique Jack and Jill, elle tourne dans un téléfilm intitulé The Heart Department sous la direction de Dean Parisot et joue dans un film d'action, la série B No Turning Back avec Vernee Watson-Johnson et Joe Estevez.   
Elle enchaîne ensuite les apparitions isolées, dans plusieurs séries télévisées telles que Dead Zone, Les Experts, Las Vegas, Mon oncle Charlie, etc.

### Confirmation difficile

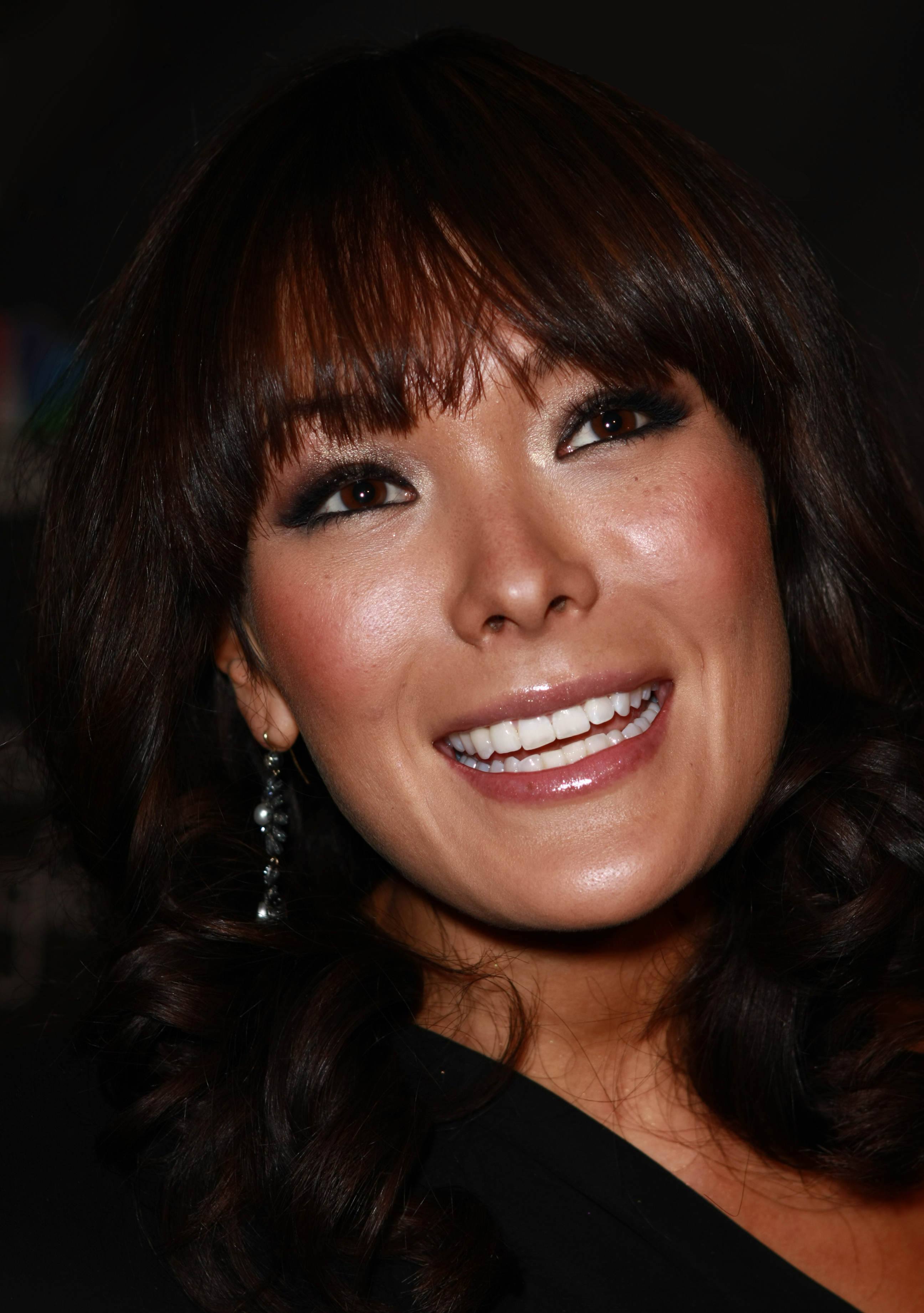
Lors de l'avant-première à New York de la série télévisée Les Mystères d'Eastwick, en janvier 2008.

Finalement, en 2003, elle décroche un des premiers rôles de la sitcom comique Coupling qui raconte les péripéties amoureuses de six amis d'une trentaine d'années. Il s'agit en fait, d'un remake américain de la série britannique Six Sexy. Cependant, cette adaptation est un échec et elle est arrêtée au bout d'une courte saison. 
En 2004, elle joue dans le film Club Dread de Jay Chandrasekhar. Fraîchement accueillie par la critique, cette comédie, dans laquelle elle donne notamment la réplique à Bill Paxton et Kevin Heffernan est un échec au box-office.  
En 2006, elle est membre de la distribution principale de la série Pepper Dennis, portée par Rebecca Romijn et diffusée par le réseau The WB Television Network, très rapidement annulée à l'issue d'une seule et unique saison. 
En 2007, l'actrice surprend en sortant un EP intitulé Someone Like Me,. La même année, elle joue dans un épisode de la troisième saison de la sitcom à succès How I Met Your Mother. C'est durant ce tournage qu'elle rencontre l'acteur Josh Radnor avec lequel elle a une liaison jusqu'en 2009.  
Entre 2008 et 2009, elle joue dans les deux saisons de la série dramatique du réseau NBC, Lipstick Jungle : Les Reines de Manhattan. Elle est l'une des actrices principales aux côtés de Kim Raver et Brooke Shields. La série, arrêtée à la suite d'une importante baisse des audiences, à l'issue de la seconde saison, suit la vie de trois femmes amies et accomplies, qui conjugue entre vie personnelle chaotique et vie professionnelle mouvementée. Elle est adaptée d'un roman de Candace Bushnell, aussi à l'origine de Sex and the City. 
Aussitôt libérée, Lindsay Price rejoint le réseau ABC pour intégrer une autre série, Les Mystères d'Eastwick. Dans ce show fantastique, adapté du film Les Sorcières d'Eastwick de 1987, elle redonne la réplique à Rebecca Romijn et l'actrice, Jaime Ray Newman, complète cette distribution principale féminine. La production décide cependant d'annuler la série au bout d'une courte saison de 13 épisodes à la suite d'une importante érosion des audiences et ce, malgré des débuts prometteurs.  

### Rôles réguliers à la télévision

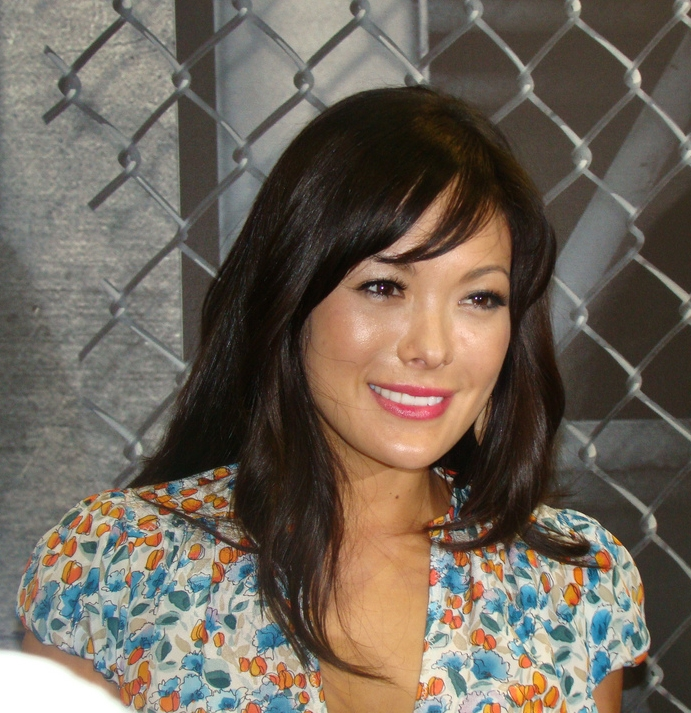
Photographiée en 2009.

Changement de registre à la suite de cet énième arrêt, l'actrice accepte de jouer les guest-star le temps d'un épisode de la saison 7 des Experts : Manhattan. Elle y incarne Kate, une femme qui va tisser des liens forts avec le personnage d'Anna Belknap à la suite d'un traumatisme. Dans le même temps, elle joue dans deux épisodes de la série télévisée éphémère Love Bites, rejoignant une large liste d'invités comme Greg Grunberg, Jennifer Love Hewitt et Jason Lewis.  
En 2013, elle joue dans trois épisodes de la série d'action Hawaii 5-0, son rôle est celui d'une infirmière de prison, secourue par Daniel Dae Kim et Will Yun Lee. Les années suivantes, elle peine à obtenir des rôles au premier plan et se contente d'apparitions dans deux épisodes de la série policière Major Crimes et via des apparitions isolées comme dans Mon oncle Charlie, Black-ish et Castle.  
Elle finit par connaître son regain grâce à la série comique Splitting Up Together, renouant ainsi avec le succès et le réseau ABC. La série s’intéresse à ce qu'il se passe quand le mariage d'un couple est relancé à la suite d'une procédure de divorce. Cependant, ABC annule la série, le 10 mai 2019.

### Vie privée
Le 31 juillet 2004, elle s'est mariée avec Shawn Piller, un créateur d'émission mais elle a divorcé en 2007.
En 2008, elle est sortie avec Josh Radnor (Ted Mosby dans How I Met Your Mother) qu'elle a rencontré sur le tournage ; ils se sont séparés en 2009.
Elle est en couple avec le chef cuisinier australien Curtis Stone. Le couple se fiance au printemps 2009 et finit par se marier le 8 juin 2013.
Le 6 novembre 2011, ils accueillent leur premier enfant, Hudson Stone.
Le 16 septembre 2014, ils accueillent leur second enfant, Emerson Spencer.

## Filmographie

### Cinéma

#### Longs métrages
- 1988 : Purple People Eater de Linda Shayne : Kory Kamimoto
- 1995 : Angus de Patrick Read Johnson : La fille du recyclage
- 1998 : Hundred Percent de Eric Koyanagi : Cleveland
- 1999 : The Big Split de Martin Hynes : Une amie de Tracy
- 2001 : No Turning Back de Julia Montejo et Jesus Nebot : Soid
- 2004 : Club Dread de Jay Chandrasekhar : Yu
- 2005 : Waterborne de Ben Rekhi : Jasmine
- 2008 : Lonely Street de Peter Ettinger : Felicia Quattlebaum

### Télévision

#### Séries télévisées
- 1984 : Finder of Lost Loves (en) : Lan (1 épisode)
- 1985 : Supercopter : l'enfant effrayée (1 épisode)
- 1986 : Hôtel : Kim Lan (1 épisode)
- 1986 : Newhart : Ranger Girl (1 épisode)
- 1987 : Mes deux papas : Annie (1 épisode)
- 1989 : Les Années coup de cœur : Lori (saison 2, épisode 10)
- 1989 : Family Medical Center : Alana Yu (1 épisode)
- 1991 : Corky, un adolescent pas comme les autres : Une étudiante en art dramatique #2 (saison 3, épisode 6)
- 1991 : Parker Lewis ne perd jamais : Cheyenne Thomas (saison 2, épisode 12)
- 1992 - 1993 : La Force du destin : An Li Chen Bodine (9 épisodes)
- 1993 : Incorrigible Cory : Linda (saison 1, épisode 8)
- 1994 : ABC Afterschool Special : Laurie (1 épisode)
- 1994 : Des jours et des vies (Day of our Lives) : Mary
- 1995 - 1997 : Amour, Gloire et Beauté (The Bold and the Beautiful) : Michael Lai (59 épisodes)
- 1996 : Maybe This Time : Veronica (1 épisode)
- 1998 - 2000 : Beverly Hills 90210 : Janet Sosna (saisons 8 à 10 - 71 épisodes)
- 1998 : Frasier : Sharon (saison 5, épisode 17)
- 1998 : C-16 : Rita (1 épisode)
- 2001 : Les Experts (CSI : Crime Scene Investigation) : Kim Marita (saison 2, épisode 6)
- 2001 : Jack & Jill : Emily Cantor (saison 2, 6 épisodes)
- 2001 - 2003 : Becker : Amanda (saison 4, épisodes 3 et 15 ; saison 5, épisode 17)
- 2002 : Dead Zone : Dr Sharon Weizak (saison 1, épisode 8)
- 2003 : Coupling : Jane Honda (11 épisodes)
- 2004 : La Famille Carver (The Mountain) : Vanessa (saison 1, épisode 6)
- 2004 : Las Vegas : Mia Duncan (saison 2, épisode 7)
- 2004 - 2005 : NCIS : Enquêtes spéciales : Navy Lt. Pam Kim (saison 2, épisode 4 ; saison 3, épisode 9)
- 2005 : Kitchen Confidential : Audrey (saison 1, épisode 2)
- 2006 : Pepper Dennis : Kimmy Kim (13 épisodes)
- 2007 : How I Met Your Mother : Cathy (saison 3, épisode 8)
- 2007 : Wildfire : Elle-même (saison 3, épisode 12)
- 2008 - 2009 : Lipstick Jungle : Les Reines de Manhattan : Victory Ford (20 épisodes)
- 2009 - 2010 : Les Mystères d'Eastwick : Joanna Frankel (13 épisodes)
- 2011 : Les Experts : Manhattan (CSI : NY) : Kate Price (saison 7, épisode 15)
- 2011 : Love Bites : Liz (2 épisodes)
- 2012 : Mon oncle Charlie (Two and a half Men) : Whitney (saison 10, épisode 7)
- 2013 : Hawaii 5-0 (Hawaii Five-O) : Leilani (saison 3, épisodes 13 et 19 ; saison 4, épisode 11)
- 2014 - 2015 : Major Crimes : Gloria Lim (saison 3, épisodes 7 et 19)
- 2015 : Black-ish : Maisie (saison 1, épisode 19)
- 2015 : Castle : Lindsey Trent (saison 8, épisodes 7)
- 2016 : Mary + Jane : Véronique (1 épisode)
- 2018 - 2019 : Splitting Up Together : Camille (25 épisodes)

#### Téléfilms
- 1988 : A Place at the Table de Arthur Allan Seidelman : Une étudiante
- 1991 : Plymouth de Lee David Zlotoff : April Mathewson
- 2001 : The Heat Department de Dean Parisot : Juliet Lee
- 2008 : Le Bijou maudit (Secrets of the Summer House) de Jean-Claude Lord : Nikki Wickersham
- 2010 : Who Gets the Parents de Mark Cendrowski : Brenda
- 2014 : Lifesaver de Scott Ellis : Dr. Jennifer Maguire
- 2015 : How We Live de Gail Mancuso : Claudia Kaplan

### Jeux vidéo
- 2012 : Sleeping Dogs : Peggy (voix)

## Distinctions
Sauf indication contraire ou complémentaire, les informations mentionnées dans cette section proviennent de la base de données IMDb.

### Nominations
- Young Artist Awards 1993 : meilleure performance par une jeune actrice dans une série télévisée pour La force du destin
- Young Artist Awards 1994 : meilleure performance par une jeune actrice dans un soap opera pour La force du destin